# Joseph John Gerry

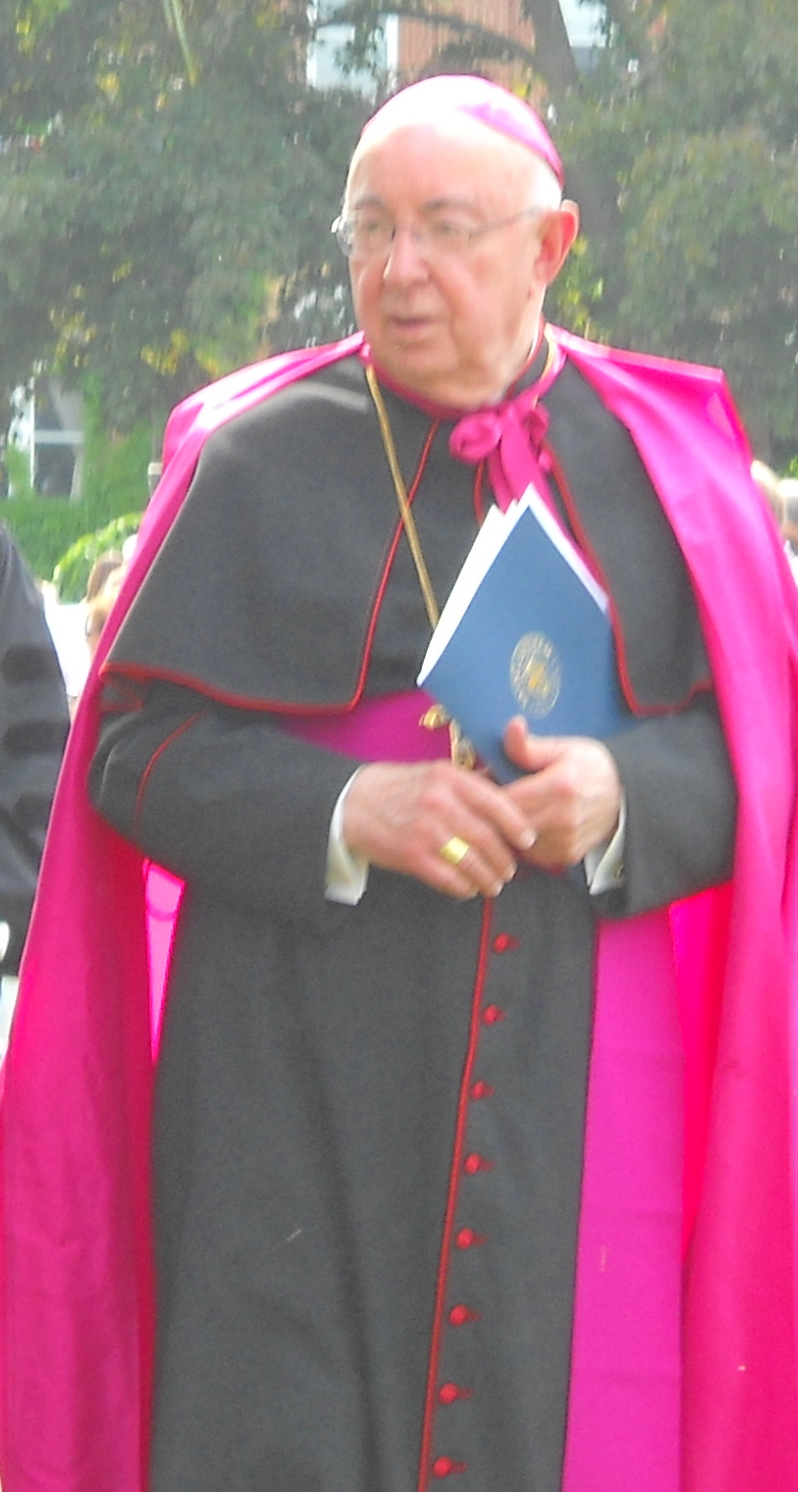
Bischof Joseph John Gerry OSB (2010)

Joseph John Gerry OSB (* 12. September 1928 in Millinocket, Maine als John Gregory Gerry; † 2. Juli 2023 in Manchester, New Hampshire) war ein US-amerikanischer Ordensgeistlicher und römisch-katholischer Bischof von Portland.

## Leben
John Gregory Gerry trat im Alter von 18 Jahren in die Ordensgemeinschaft der Benediktinerabtei Saint Anselm Abbey in New Hampshire ein, wo er denn Ordensnamen Joseph John erhielt und am 2. Juli 1948 die Profess ablegte. Am 26. Juli 1954 empfing er die Priesterweihe durch Bischof Matthew Francis Brady von Manchester. Danach war Pater Joseph John ab 1959 Mitglied der Fakultät des Saint Anselm College in Manchester (New Hampshire) und wurde zum Prior der Abtei ernannt. Er diente auch als akademischer Dekan von Saint Anselm und wurde dann 1972 zum Kanzler ebendort gewählt. Die Mönche seines Klosters wählten ihn im Jahr 1972 zum 3. Abt der Saint Anselm Abbey in Manchester. Die Ämter des Abtes und Kanzlers der Hochschule bekleidete Joseph John Gerry bis zu seiner Ernennung zum Weihbischof von Manchester 1986.
Papst Johannes Paul II. ernannte Gerry am 4. Februar 1986 zum Titularbischof von Praecausa und Weihbischof in Manchester. Der Bischof von Manchester, Odore Joseph Gendron, spendete ihm am 21. April desselben Jahres die Bischofsweihe; Mitkonsekratoren waren Ernest John Primeau, emeritierter Bischof von Manchester, und Robert Edward Mulvee, Bischof von Wilmington.
Am 27. Dezember 1988 wurde er zum 10. Bischof von Portland (Maine) ernannt und am 21. Februar des folgenden Jahres in das Amt eingeführt. Er trat die Nachfolge des ehemaligen Portland-Bischofs Edward O’Leary an. Am 10. Februar 2004 nahm Papst Johannes Paul II. sein altersbedingtes Rücktrittsgesuch an. Bischof Gerry kehrte im Ruhestand in sein Professkloster Saint Anselm Abbey zurück.

## Einzelnachweis
1. ↑  Dennis Hoey: Former Portland Catholic bishop Joseph Gerry dies at 94. In: pressherald.com. 2. Juli 2023, abgerufen am 2. Juli 2023 (amerikanisches Englisch).

| Vorgänger                | Amt                            | Nachfolger            |
| ------------------------ | ------------------------------ | --------------------- |
| Edward Cornelius O’Leary | Bischof von Portland 1988–2004 | Richard Joseph Malone |

| Personendaten    | Personendaten                                                                  |
| ---------------- | ------------------------------------------------------------------------------ |
| NAME             | Gerry, Joseph John                                                             |
| ALTERNATIVNAMEN  | Gerry, Joseph John OSB                                                         |
| KURZBESCHREIBUNG | US-amerikanischer römisch-katholischer Ordensgeistlicher, Bischof von Portland |
| GEBURTSDATUM     | 12. September 1928                                                             |
| GEBURTSORT       | Millinocket, Maine                                                             |
| STERBEDATUM      | 2. Juli 2023                                                                   |
| STERBEORT        | Manchester, New Hampshire                                                      |